# 末松修
末松　修（すえまつ　おさむ、1945年（昭和20年）6月26日 - ）は、日本の実業家、銀行家。福岡銀行専務取締役、福岡中央銀行代表取締役頭取、会長を務めた。

## 来歴・人物
1968年に中央大学法学部卒業後、福岡銀行入行する。1998年に取締役に選任され、常務取締役や県南地区本部長、専務取締役営業本部長などを歴任する。
2007年に福岡中央銀行の専務取締役に就き、2009年に代表取締役頭取に就任した。
2015年に頭取を古村至朗に譲って代表取締役会長となり、2017年に会長から退く。
趣味はゴルフ。財界九州社ゴルフ大会に参加した。また福岡スペイン友好協会会長も務めた。

## 経歴
- 1968年（昭和43年）中央大学法学部卒業後、福岡銀行入行。
- 1997年（平成9年）6月　同行北九州支店長。
- 1998年（平成10年）6月　同行取締役県南地区本部長。
- 2001年（平成13年）6月　同行常務取締役北九州本部長。
- 2003年（平成15年）6月　同行常務取締役福岡地区本部長。
- 2005年（平成17年）4月　同行常務取締役。
- 2005年（平成17年）5月　同行専務取締役。
- 2006年（平成18年）6月　同行取締役専務執行役員九州営業本部長。
- 2007年（平成19年）4月　福岡中央銀行顧問。
- 2007年（平成19年）6月　同行専務取締役。
- 2008年（平成20年）6月　同行専務取締役北九州本部長。
- 2009年（平成21年）4月　同行代表取締役頭取。
- 2015年（平成27年）6月　同行代表取締役会長。
- 2017年（平成29年）6月　退任。